# Człowiek przyszłości
Człowiek przyszłości – amerykańsko-niemiecki film SF z 1999 roku na podstawie opowiadania 200-letni człowiek Isaaca Asimova.

## Główne role
- Robin Williams – Andrew Martin
- Embeth Davidtz – Panienka Amanda Martin/Portia Charney
- Sam Neill – „Pan” Richard Martin
- Oliver Platt – Rupert Burns
- Kiersten Warren – Galatea
- Wendy Crewson – „Pani” Martin

## Opis fabuły
2005 rok. Rodzina Martinów kupuje androida Andrew – robota do wykonywania prac domowych. Nie jest to jednak zwykły robot. Andrew bowiem ujawnia zdolność inteligentnego myślenia, poczucie humoru, doznawanie uczuć czy zdolności artystyczne. Z biegiem czasu okazuje się, że ma on też niezwykłą osobowość, która wyróżnia go spośród innych robotów. Wykazuje niezwykłe jak na maszynę cechy: wrażliwość, czułość i twórczą wyobraźnię. Staje się przyjacielem domu i opiekunem najmłodszej córki Martinów, Amandy. Pewnego dnia odkrywa, że zakochał się w praprawnuczce pana domu. Za wszelką cenę chce stać się człowiekiem. Po kilkudziesięciu latach Andrew postanawia zwrócić się do Zgromadzenia Światowego z prośbą o uznanie go za człowieka.